# 도쿄 디즈니시 스테이션역
도쿄 디즈니시 스테이션 역(Tokyo DisneySea Station, 일본어: 東京ディズニーシー・ステーション駅)은 일본 지바현 우라야스시에 있는 철도역이다.

## 타는 곳
승강장 번호가 없다. 열차는 먼저 하차 전용 승강장 쪽 문을 연다.
| 하차 전용 승강장 (왼쪽)   |
| 승차 전용 승강장 (오른쪽) |

## 역세권 정보
- 도쿄 디즈니시

## 역사
- 2001년 7월 27일: 영업 개시

## 인접역
| 디즈니 리조트 라인  | 디즈니 리조트 라인 | 디즈니 리조트 라인                     |
| ------------------- | ------------------ | -------------------------------------- |
| 베이사이드 스테이션 |                    | 리조트 게이트웨이 스테이션 반시계 방향 |